# Hongwu
Hongwu (zijn persoonlijke naam was Zhu Yuanzhang) of Tai Zu (21 oktober 1328 – 24 juni 1398) was keizer van China en de oprichter en eerste heerser van de Mingdynastie. Hij regeerde van 1368 tot 1398.

## Biografie

### Jeugd[1]
Zhu Yuanzhang werd geboren in een arme boerenfamilie in een dorp in Zhongli, Fengyang, Anhui. Zijn vader was Zhu Shizhen en zijn moeder was Chen Erniang. Hij had zeven oudere broers en zussen, van wie een aantal werd "weggegeven" door zijn ouders, omdat ze niet genoeg voedsel hadden om de familie te steunen. Toen hij 16 was, brak de Yangtze-rivier uit zijn oevers en overstroomde het land waar zijn familie woonde. Vervolgens stierf zijn hele familie aan de pest, met uitzondering van een van zijn broers. Hij begroef ze door ze te wikkelen in witte kleding.
Berooid accepteerde Zhu Yuanzhang een voorstel om een novice monnik in de Huangjue Tempel, een lokale boeddhistische klooster te worden. Hij bleef niet lang in het klooster en werd gedwongen te vertrekken.
Hij leidde een aantal jaren het leven van een zwervende bedelaar en ervoer en zag de ontberingen van het volk. Na ongeveer drie jaar keerde hij terug naar het klooster en bleef daar tot hij ongeveer 24 jaar oud was. Hij leerde lezen en schrijven in de tijd die hij doorbracht met de boeddhistische monniken.

### Latere jaren
In 1279 had de Mongoolse krijgsheer Koeblai Khan China veroverd. Sindsdien maakte China deel uit van het Mongoolse rijk, onder de Yuandynastie. Het Mongoolse leger was echter vanaf de 14e eeuw in verval geraakt. Overal in China braken opstanden uit. Tot overmaat van ramp overstroomde de Gele Rivier in 1352, waardoor de Chinese bevolking van het gebied rondom die rivier sterk te lijden had onder armoede, epidemieën en ziektes. In dit gebied ontstond de opstand die zou leiden tot de onafhankelijkheid van China. In 1355 nam Zhu Yuanzhang de leiding van een van de opstandige groepen ‘Rode Tulband’ genoemd. De opstanden breidden zich uit over heel China, en Zhu Yuanzhang kreeg steeds meer aanhangers.
In 1356 nam hij uiteindelijk Nanking in en maakte er zijn nieuwe hoofdstad van onder de naam Ying-t’ien. In 1368 volgde de verovering van de Mongoolse hoofdstad Ta-Tu (het latere Peking), waarop de Mongoolse keizer op de vlucht sloeg naar de steppe in het noorden. Zhu Yuanzhang riep zichzelf uit tot eerste keizer van het vrije China, en gaf zichzelf de keizerlijke naam Hongwu, waarmee hij de Mingdynastie stichtte. Ook na de onafhankelijkheid bleef de Mongoolse dreiging aanwezig. Hong Wu ondernam verscheidene expedities naar het noorden. Hongwu was de laatste Chinese keizer die trachtte van het Chinese tribuutsysteem de enige mogelijkheid te maken waardoor handel met het buitenland mogelijk was.
Aan het einde van zijn leven werd hij krankzinnig. Hij moordde systematisch alles en iedereen uit binnen de overheid en het leger, die in zijn ogen een bedreiging kon vormen. Voor zijn dood stelde hij zijn kleinzoon Zhu Yunwen aan als opvolger.
1. ↑  Deze zin of een eerdere versie ervan is een (gedeeltelijke) vertaling van het artikel Hongwu Emperor op de Engelstalige Wikipedia, dat onder de licentie Creative Commons Naamsvermelding/Gelijk delen valt. Zie de bewerkingsgeschiedenis aldaar.